# Antek Klawisz, bohater Powiśla
Antek Klawisz, bohater Powiśla – polski film fabularny z 1911 roku. Główną rolę grał w nim Antoni Fertner. Według ówczesnych notatek prasowych był to komedio-melodramat przedstawiający „życie warszawskiego proletariatu”. Wykorzystano w nim popularne w owym czasie skecze kabaretowe. Film uznawany dziś za zaginiony.